# جيم جارفيس
جيم جارفيس (3 مارس 1943 في الولايات المتحدة - ) (بالإنجليزية: Jim Jarvis)‏ هو مدرب كرة سلة ولاعب كرة سلة أمريكي في مركز هجوم خلفي. شارك في الألعاب الجامعية الصيفية 1965. ولعب مع يوتاه ستارز.

## وصلات خارجية
- جيم جارفيس على موقع سبورتس رفرنس (الإنجليزية)
- جيم جارفيس على موقع كلية كرة السلة في سبورتس رفرنس.كوم (الإنجليزية)
- جيم جارفيس على موقع ريلجم (الإنجليزية)
- جيم جارفيس على موقع بروبوليرز (الإنجليزية)
- جيم جارفيس على موقع كلية كرة السلة في سبورتس رفرنس.كوم (الإنجليزية)